# Championnat de Hong Kong de football 2005-2006
Navigation
Saison précédente Saison suivante
La saison 2005-2006 du Championnat de Hong Kong de football est la soixante-et-unième édition de la première division à Hong Kong, la First Division League. Elle regroupe, sous forme d'une poule unique, les huit meilleures équipes du pays qui se rencontrent deux fois, à domicile et à l'extérieur. En fin de saison, les deux derniers du classement sont relégués et remplacés par les deux meilleurs clubs de Second Division League, la deuxième division hongkongaise.
C'est le club de Happy Valley AA qui remporte le championnat cette saison après avoir terminé en tête du classement final, avec neuf points d'avance sur Xiangxue Sun Hei et onze sur Buler Rangers. C'est le sixième titre de champion de Hong Kong de l'histoire du club, qui manque le doublé en s'inclinant en finale de la Coupe de Hong Kong face à Xiangxue Sun Hei.
Plusieurs changements ont lieu durant l'intersaison. Tout d'abord, l'équipe de Sunray Cave FC se retire du championnat et est remplacée par Lanwa Dongguan, une autre équipe chinoise. Une autre formation est également invitée à prendre part au championnat : Hong Kong 08, qui est en fait composée des joueurs de l'équipe de Hong Kong olympique, mise en place pour préparer les Jeux Olympiques de Pékin. Du fait de sa spécificité et de son objectif, Hong Kong 08 ne peut pas être relégué en fonde saison.

## Clubs participants
- South China AA
- Hong Kong 08
- Happy Valley AA
- Lanwa Dongguan
- Citizen AA
- Kitchee SC
- Xiangxue Sun Hei[1]
- Buler Rangers

## Compétition
Le barème de points servant à établir les classements se décompose ainsi :
- Victoire : 3 points
- Match nul : 1 point
- Défaite : 0 point

### Classement
| Rang | Équipe               | Pts | J  | G  | N | P  | Bp | Bc | Diff |
| ---- | -------------------- | --- | -- | -- | - | -- | -- | -- | ---- |
| 1    | Happy Valley AA      | 35  | 14 | 11 | 2 | 1  | 39 | 15 | +24  |
| 2    | Xiangxue Sun Hei'T'C | 26  | 14 | 8  | 2 | 4  | 30 | 15 | +15  |
| 3    | Buler Rangers        | 24  | 14 | 7  | 3 | 4  | 24 | 19 | +5   |
| 4    | Kitchee SC           | 21  | 14 | 5  | 6 | 3  | 24 | 13 | +11  |
| 5    | Lanwa Dongguan       | 17  | 14 | 4  | 5 | 5  | 14 | 20 | -6   |
| 6    | Citizen AA           | 15  | 14 | 3  | 6 | 5  | 20 | 25 | -5   |
| 7    | South China AA       | 13  | 14 | 3  | 4 | 7  | 18 | 22 | -4   |
| 8    | Hong Kong 08         | 2   | 14 | 0  | 2 | 12 | 3  | 43 | -40  |

|  | Qualification pour la Coupe de l'AFC 2007                  |
|  | Relégation directe en deuxième division                    |
|  | T : Tenant du titre C : Vainqueur de la Coupe de Hong Kong |

- South China AA évite la relégation en fin de saison à la suite de son engagement d'augmenter son budget pour la saison prochaine et de renforcer de façon significative son effectif. La fédération hongkongaise accepte le maintien dans le but de hausser le niveau du championnat, qui passe d'ailleurs de 8 à 10 équipes la saison prochaine.

## Bilan de la saison
| Championnat de Hong Kong de football 2005-2006 |                            |
| Champion                                       | Happy Valley AA (6e titre) |
| Coupes et trophées                             |                            |
| Vainqueur de la Coupe de Hong Kong 2005-2006   | Sun Hei                    |
| Qualifications continentales                   |                            |
| Coupe de l'AFC 2007                            | Happy Valley AA            |
| Coupe de l'AFC 2007                            | Sun Hei                    |
| Promotions et relégations                      |                            |
| Promus en First Division League                | Hong Kong FC               |
| Promus en First Division League                | Wofoo Tai Po               |
| Relégués en Second Division League             | Aucun                      |